# Penicillium steckii
Penicíllium stéckii (лат.) — вид несовершенных грибов (телеоморфная стадия неизвестна), относящийся к роду Пеницилл (Penicillium).

## Описание
Колонии на агаре Чапека ограниченно-растущие, на 14-е сутки около 3 см в диаметре, бархатистые, концентрически-зонистые, с неравномерным среднеобильным или обильным спороношением в голубовато-зелёных тонах. Реверс розовато-оранжевый. Экссудат ограниченный или обильный, в виде светло-жёлтых капелек. В среду выделяется бледно-янтарный пигмент. На CYA колонии на 7-е сутки 2,5—3,5 см в диаметре, бархатистые, с серо-зелёным спороношением. Экссудат в виде мелких бесцветных или желтоватых капелек. Растворимый пигмент не выделяется, реверс колоний кремовый. На агаре с солодовым экстрактом (MEA) колонии обильно спороносящие в серо-зелёных или тускло-зелёных тонах. На агаре с дрожжевым экстрактом и сахарозой (YES) спороношение умеренное или обильное, реверс обычно жёлтый, иногда оранжевый.
При 37 °C рост отсутствует.
Конидиеносцы двухъярусные, с симметрично расположенными метулами, до 300 мкм длиной, гладкостенные, 2,2—3,5 мкм толщиной. Метулы в мутовках по 3—6, 13—18 мкм длиной, равные. Фиалиды фляговидные, 7—10 × 2,2—3 мкм. Конидии широкоэллипсоидальные до веретеновидных, гладкостенные, 2,3—3 × 2—2,5 мкм.

### Отличия от близких видов
Определяется по отсутствию роста при 37 °C при среднем росте при 33 °C, а также по широкоэллипсоидальным конидиям и кремовому реверсу колоний на CYA.
Penicillium sizovae, Penicillium citrinum, Penicillium gorlenkoanum и Penicillium hetheringtonii отличаются шаровидными конидиями. Penicillium tropicum и Penicillium tropicoides образуют клейстотеции.

## Экология и значение
Широко распространённый вид, чаще встречающийся в субтропических и тропических регионах. Выделяется с из почвы, с морских субстратов, с тканей, с артишока, в качестве эндофита кофе.

## Таксономия
Назван по имени польского ботаника Константина Стецкого (1885—1978).
Penicillium steckii K.Zaleski, Bull. Int. Acad. Polon. Sci., Sér. B., Sci. Nat. 469 (1927).

### Синонимы
- Penicillium corylophiloides S.Abe, 1956, nom. inval.